# 10820 Offenbach
10820 Offenbach (1993 QN4) là một tiểu hành tinh vành đai chính được phát hiện ngày 18 tháng 8 năm 1993 bởi E. W. Elst ở Caussols. Nó được đặt theo tên French composer Jacques Offenbach.